# ألامو هايتس
مرتفعات ألامو (بالإنجليزية: Alamo Heights) هي مدينة أمريكية تقع في ولاية تكساس.تبلغ مساحة هذه المدينة 4.8 (كم²)،ويبلغ عدد سكانها 7319 نسمة حسب إحصاء سنة 2010 م. تشير إحصاءات سنة 2000م بان الكثافة السكانية في هذه المدينة تقدر بـ(1530.8) نسمة/كم².

## التركيبة السكانية
حدّد مكتب تعداد الولايات المتحدة بيانات التركيبة السكانية لألامو هايتس في تعداد الولايات المتحدة. في ما يلي، التركيبة السكانية حسب تعدادي 2000 و2010.

### تعداد عام 2000
بلغ عدد سكان ألامو هايتس 7,319 نسمة بحسب تعداد عام 2000، وبلغ عدد الأسر 3,197 أسرة وعدد العائلات 1,819 عائلة مقيمة في المدينة. في حين سجلت الكثافة السكانية 1,534.4 نسمة لكل كيلومتر مربع (3,974.1/ميل2). وبلغ عدد الوحدات السكنية 3,460 وحدة بمتوسط كثافة قدره 725.4 لكل كيلومتر مربع (1,878.8/ميل2).
وتوزع التركيب العرقي للمدينة بنسبة 93.80% من البيض و0.56% من الأمريكيين الأفارقة و0.33% من الأمريكيين الأصليين و0.85% من الأمريكيين ذوي الأصول الآسيوية و0.01% من سكان جزر المحيط الهادئ و2.81% من الأعراق الأخرى و1.64% من عرقين مختلطين أو أكثر و13.55% من الهسبانيون أو اللاتينيون من أي عرق.
بلغ عدد الأسر 3,197 أسرة كانت نسبة 29.2% منها لديها أطفال تحت سن الثامنة عشر تعيش معهم، وبلغت نسبة الأزواج القاطنين مع بعضهم البعض 46.5% من أصل المجموع الكلي للأسر، ونسبة 7.9% من الأسر كان لديها معيلات من الإناث دون وجود شريك، بينما كانت نسبة 2.5% من الأسر لديها معيلون من الذكور دون وجود شريكة وكانت نسبة 43.1% من غير العائلات. تألفت نسبة 38.3% من أصل جميع الأسر من عدة أفراد يعيشون في نفس المنزل ونسبة 12.9% كانت تتألف من شخص يعيش بمفرده يبلغ من العمر 65 عاماً أو أكثر. وبلغ متوسط حجم الأسرة المعيشية 2.16، أما متوسط حجم العائلات فبلغ 2.91.
بلغ العمر الوسطي للسكان 40.5 عاماً. وكانت نسبة 22.3% من القاطنين تحت سن الثامنة عشر، وكانت نسبة 3.9% بين الثامنة عشر والرابعة والعشرين عاماً، ونسبة 29% كانت واقعةً في الفئة العمرية ما بين الخامسة والعشرين والرابعة والأربعين عاماً، ونسبة 25% كانت ما بين الخامسة والأربعين والرابعة والستين، ونسبة 14.3% كانت ضمن فئة الخامسة والستين عاماً فما فوق. يوجد لكل 100 أنثى 87.0 ذكر، ويوجد لكل 100 أنثى في الثامنة عشر من عمرها فما فوق 79.8 ذكر.
بلغ متوسط دخل الأسرة في المدينة 64,688 دولارًا، أما متوسط دخل العائلة فبلغ 86,897 دولارًا. وكان متوسط دخل الذكور 60,527 دولارًا مقابل 37,089 دولارًا للإناث. وسجل دخل الفرد الخاص بالمدينة 45,640 دولارًا. وكانت نسبة 1.6% من العائلات ونسبة 3.5% من السكان تحت خط الفقر، وكان من هؤلاء نسبة 3.7% تحت سن الثامنة عشر ونسبة 6.4% في الخامسة والستين من العمر وما فوق.

### تعداد عام 2010
بلغ عدد سكان ألامو هايتس 7,031 نسمة بحسب تعداد عام 2010، وبلغ عدد الأسر 2,993 أسرة وعدد العائلات 1,797 عائلة مقيمة في المدينة. في حين سجلت الكثافة السكانية 1,474 نسمة لكل كيلومتر مربع (3,817.6/ميل2). وبلغ عدد الوحدات السكنية 3,367 وحدة بمتوسط كثافة قدره 705.9 لكل كيلومتر مربع (1,828.3/ميل2).
وتوزع التركيب العرقي للمدينة بنسبة 94.42% من البيض و0.74% من الأمريكيين الأفارقة و0.37% من الأمريكيين الأصليين و1.37% من الأمريكيين ذوي الأصول الآسيوية و0.04% من سكان جزر المحيط الهادئ و1.58% من الأعراق الأخرى و1.48% من عرقين مختلطين أو أكثر و16.34% من الهسبانيون أو اللاتينيون من أي عرق.
بلغ عدد الأسر 2,993 أسرة كانت نسبة 30.3% منها لديها أطفال تحت سن الثامنة عشر تعيش معهم، وبلغت نسبة الأزواج القاطنين مع بعضهم البعض 49.5% من أصل المجموع الكلي للأسر، ونسبة 7.9% من الأسر كان لديها معيلات من الإناث دون وجود شريك، بينما كانت نسبة 2.6% من الأسر لديها معيلون من الذكور دون وجود شريكة وكانت نسبة 40% من غير العائلات. تألفت نسبة 34.5% من أصل جميع الأسر من عدة أفراد يعيشون في نفس المنزل ونسبة 11.6% كانت تتألف من شخص يعيش بمفرده يبلغ من العمر 65 عاماً أو أكثر. وبلغ متوسط حجم الأسرة المعيشية 2.24، أما متوسط حجم العائلات فبلغ 2.93.
بلغ العمر الوسطي للسكان 44.0 عاماً. وكانت نسبة 22.8% من القاطنين تحت سن الثامنة عشر، وكانت نسبة 5% بين الثامنة عشر والرابعة والعشرين عاماً، ونسبة 23.3% كانت واقعةً في الفئة العمرية ما بين الخامسة والعشرين والرابعة والأربعين عاماً، ونسبة 30.7% كانت ما بين الخامسة والأربعين والرابعة والستين، ونسبة 18.2% كانت ضمن فئة الخامسة والستين عاماً فما فوق. وتوزع التركيب الجنسي للسكان بنسبة 46.1% ذكور و53.9% إناث.